# Kuku-muminh
Kuku-muminh är ett australiskt språk som talades av 31 personer år 1981. Kuku-muminh talas i Queensland. Kuku-muminh tillhör de pama-nyunganska språken.